# 井上大介 (ラグビー選手)
井上 大介（いのうえ だいすけ、1989年11月16日 - ）は、ジャパンラグビーリーグワンクボタスピアーズ船橋・東京ベイに所属するラグビーユニオン選手。

## プロフィール
- 奈良県出身。
- ポジションはスクラムハーフ(SH)。
- 身長 173 cm、体重 81 kg
- ニックネームは大介。
- 日本代表キャップは2。（2016年5月現在）
- U20日本代表のスコッドに選ばれたことがある[1]。
- 現在チームメイトの立川理道は中学・高校・大学で同級生だった。

## 略歴
2008年、天理高校卒業後、天理大学に入る。
2012年、天理大学卒業後、クボタスピアーズ(現・クボタスピアーズ船橋・東京ベイ)に加入。同年9月15日に行われたトップイーストリーグ第1節の栗田工業ウォーターガッシュ戦に途中出場で公式戦初出場を果たした。
2015年12月にはスーパーラグビーの日本チームサンウルブズの2016年スコッドに入った。
2016年4月30日に行われた2016年アジアラグビーチャンピオンシップ第1戦韓国戦で途中出場で日本代表初キャップを獲得した。